# Fortsetzung (Film)
Eine Fortsetzung, englisch auch Sequel (Aussprache [ˈsiːkwəl], von lat. sequi „folgen“), ist ein Film, der die Handlung eines Vorgängerfilms fortführt. Dabei muss die Fortsetzung nicht unbedingt an die Handlung des Originals direkt anschließen, in jedem Fall nimmt sie jedoch Bezug auf dessen Figuren und Ereignisse. Damit grenzt sich die Fortsetzung von der Filmreihe ab, deren Filme im Sinne eines Anschlussprodukts lediglich die Hauptfigur oder eine Figurengruppe des Vorgängerfilms übernehmen, während die Handlungen selbst abgeschlossen sind. Der Begriff Sequel ist eng verwandt mit dem Prequel, das die Vorgeschichte darstellt, und dem Midquel („Zwischenstück“), das die Zeiträume zwischen einzelnen Filmen sowie Episoden innerhalb des Originalfilms beschreibt. Ein Werk, dessen Handlung zwischen denen zweier zuvor erschienener Werke spielt, wird auch als Interquel bezeichnet.
Der Beweggrund für die Produktion von Fortsetzungen ist häufig die Profitmaximierung eines vorhandenen Stoffes, mit dem die Kinobesucher bereits vertraut sind. Häufig ist auch das narrative Motiv der epischen Erzählung im Rahmen einer Filmsaga, zum Beispiel in Der Pate I (1972), II (1974) und III (1990). Künstlerische Ansätze finden sich etwa im Antoine-Doinel-Zyklus von François Truffaut (1959–1978), in dem der Schauspieler genauso altert wie die Rollenfigur.
Die Betitelung von Fortsetzungen ist zumeist simpel, um den Wiedererkennungswert zu sichern und die Zusammengehörigkeit zu verdeutlichen. Eine der ersten Fortsetzungen, die im Titel eine Nummerierung trägt, ist Feinde aus dem Nichts (Quatermass II. 1957). Die Pate-Trilogie sowie die Filme Rocky II (1979) und Superman II – Allein gegen alle (1980) setzten endgültig den Trend der Sequelnummerierung und etablierten das Serienformat als Modell erfolgreicher Filmvermarktung.